# Umbrina canosai
Umbrina canosai är en fiskart som beskrevs av Berg, 1895. Umbrina canosai ingår i släktet Umbrina och familjen havsgösfiskar. Inga underarter finns listade i Catalogue of Life.
Umbrina canosai kan bli 46cm lång och den lever upp till 26 år.
Denna fisk förekommer i Atlanten vid östra Brasilien, Uruguay och Argentina. Den dyker till ett djup av 85 meter. Arten hittas ovanför sandig eller lerig botten.
Ungar äter främst märlkräftor och pungräkor. Vuxna exemplar har även havsborstmaskar, ormstjärnor, blötdjur och andra kräftdjur som föda. Den sydliga populationen vandrar före vintern till Brasilien för fortplantningen. Stora honor lägger sina ägg först och de vandrar tidigare tillbaka. Nykläckta ungar stannar ungefär ett år innan de vandrar söderut. Hannar blir könsmogna vid en längd av 18 cm och honor vid 22 cm.
Beståndet hotas av intensivt fiske. Hela populationen minskar men den är fortfarande stor. IUCN listar arten som livskraftig (LC).